# أصلع-مشعر
أصلع - مشعر (الروسية: лысый — волосатый) هي نكتة شائعة في الخطاب السياسي الروسي، تشير إلى القاعدة التجريبية لخلافة زعماء الدولة والتي تُعرف بتغيير زعيم أصلع إلى زعيم مشعر والعكس صحيح. يمكن إرجاع هذا النمط المتسق إلى وقت مبكر من عام 1825، عندما خلف نيكولاي الأول شقيقه الراحل ألكسندر إمبراطورًا لروسيا. شكّل ألكسندر الثاني، ابن نيكولاس الأول، أول زوج "أصلع - مشعر" في التسلسل مع والده.
في العهد السوفييتي (بالنسبة للحكام بعد فلاديمير لينين)، تنطبق القاعدة على الأمناء العامين للجنة المركزية. وفيما يتعلق برؤساء اللجنة التنفيذية المركزية لعموم روسيا، لا يتم اتباع القاعدة. علاوة على ذلك، فإن رؤساء هيئة رئاسة المجلس الأعلى للاتحاد السوفييتي لا يتبعون هذه القاعدة، حيث يكون عدد القادة "المشعرين" أكثر من "الصلع".
الزوج الحالي من الحكام الروس "الأصلع والمشعر" هما فلاديمير بوتن الأصلع وديمتري ميدفيديف. كان بوتن رئيسًا من عام 2000 حتى عام 2008؛ وتولى ميدفيديف المنصب حتى عام 2012، وبعد ذلك أصبح بوتن رئيسًا مرة أخرى. 

## النمط
النكتة الشائعة هي أنه على ما يبدو كانت هناك قاعدة صارمة تنطبق على السياسة في روسيا خلال القرنين الأخيرين. يخلف زعيم الدولة الأصلع زعيم غير أصلع ("مشعر")، والعكس صحيح. في حين أن هذا النمط هو على الأرجح مجرد مصادفة، فقد كان صحيحا منذ عام 1825، بدءا من نيكولاي الأول (ربما باستثناء جورجي مالينكوف، الذي كان رئيس وزراء الاتحاد السوفييتي من عام 1953 إلى عام 1955، ولكن ليس السكرتير الأول ولم يكن في أي وقت من الأوقات زعيما غير متنازع عليه).
| القادة الصلع                  | لَوحَة/صورة | القادة المشعرون                  | لَوحَة/صورة |
| ----------------------------- | --------- | -------------------------------- | --------- |
| نيكولاي الأول (1825–1855)     |           | ألكسندر الثاني (1855–1881)       |           |
| ألكسندر الثالث (1881–1894)    |           | نيكولا الثاني (1894–1917)        |           |
| جورجي لفوف (1917)             |           | ألكسندر كيرينسكي (1917)          |           |
| فلاديمير لينين (1917–1924)    |           | جوزيف ستالين (1924–1953)         |           |
| لافرينتي بيريا (1953)         |           | جورجي مالينكوف (1953)            |           |
| نيكيتا خروتشوف (1953–1964)    |           | ليونيد بريجنيف (1964–1982)       |           |
| يوري أندروبوف (1982–1984)     |           | كونستانتين تشيرنينكو (1984–1985) |           |
| ميخائيل جورباتشوف (1985–1991) |           | بوريس يلتسين (1991–1999)         |           |
| فلاديمير بوتن (2000–2008)     |           | ديمتري ميدفيديف (2008–2012)      |           |
| فلاديمير بوتن (2012–حتى الآن) |           |                                  |           |

بعد مرور بعض الوقت على وفاة ستالين، أصبح الزعيم الفعلي للاتحاد السوفييتي هو رئيس الحكومة، جورجي مالينكوف، الذي كان هو الآخر كثيف الشعر ولم يكن يتناسب مع النمط. ومع ذلك، في الأشهر الأولى بعد وفاة ستالين وقبل اعتقاله، كانت السلطة الأعظم في يد وزير الداخلية لافرينتي بيريا، الذي كان أصلع.
علاوة على ذلك، تم تعيين فيكتور تشيرنوميردين مؤقتًا في 5 نوفمبر 1996 رئيسًا رسميًا للدولة بينما كان يلتسين يخضع لعملية جراحية صعبة. يمكن اعتباره من الذين سبقوه وتبعوه في الحكم، وكان أصلع. وكان الوضع مشابها لحالة جينادي ياناييف: أثناء انقلاب أغسطس، كان في الواقع رئيسا للاتحاد السوفييتي لمدة ثلاثة أيام بصفته رئيسا بالنيابة. كان شعره كثيفا، وكان سلفه وخليفته جورباتشوف أصلع.
وهكذا كان الاستثناء الوحيد للقاعدة هو ألكسندر روتسكوي. خلال الأزمة الدستورية في عام 1993، بصفته "مشعرًا"، عارض يلتسين "المشعر" أيضًا.

## الاستخدام
ويعتقد أن هذا النمط أصبح معروفًا جيدًا خلال فترة قيادة ليونيد بريجنيف . في منتصف تسعينيات القرن العشرين، تنبأ البعض بسخرية بأن جينادي زيوغانوف الأصلع سوف يفوز "بشكل لا مفر منه" في الانتخابات الرئاسية لعام 1996 ، وبالتالي يحل محل بوريس يلتسين غير الأصلع. في روسيا الحديثة، يعد النمط موضوعًا متكررًا للنكات والرسوم المتحركة.  يتم استخدامه غالبًا في الصحافة السياسية:
"أصلع، مشعر، أصلع، مشعر، أصلع، مشعر - هكذا ننتخب قادتنا"، هكذا قالت صديقتي من سانت بطرسبرغ مازحةً عندما سألتها إن كانت قد صوّتت في الانتخابات الرئاسية. "فكّروا في الأمر: كان لينين أصلعًا، وستالين مشعرًا؛ وكان خروشوف أصلعًا، وبريجنيف مشعرًا؛ وكان غورباتشوف أصلعًا، ويلتسين مشعرًا - وبوتين أصلع تقريبًا. كان على ميدفيديف أن يفوز."

## أنماط أخرى في خلافة الحكام الروس

### رجل-امرأة
من عام 1682 إلى عام 1801 كان هناك تسلسل صارم من "الرجل والمرأة" على العرش الروسي: بطرس الأول، كاثرين الأولى، بيتر الثاني، آنا، إيفان السادس، إليزابيث، بيتر الثالث، كاثرين الثانية، بافل. قام الإمبراطور بولس بتغيير قواعد خلافة العرش بحيث أصبح الرجال فقط قادرين على حكم البلاد، وتم إنهاء التبادل بين "الرجل والمرأة". إذا تم اعتبار القيصرة صوفيا (شقيقة بطرس الأول وإيفان الخامس ووصية قوية أثناء فترة صغرهم) حاكمة بحكم الأمر الواقع، فيمكن تتبع التسلسل من عام 1676، عندما تولى أحد أشقاء صوفيا، فيودور الثالث، العرش. 

### قتل-مات
هناك تسلسل مختلف يتعلق بطبيعة وفاة رؤساء الدولة الروسية ويمكن تتبعه من عام 1730 إلى عام 1825 ومن عام 1825 إلى عام 1924 بشكل منفصل: ماتت آنا، قُتل إيفان السادس، ماتت إليزابيث، قُتل بيتر الثالث، ماتت كاترين العظيمة، قُتل بافل، مات ألكسندر الأول. بعد انقطاع التسلسل، عندما قمع نيكولاي الأول ثورة الديسمبريين الذين هددوا بقتله هو وعائلته، استؤنف التسلسل عندما قُتل ابن نيكولاي الأول ألكسندر الثاني، وتوفي ألكسندر الثالث، وقُتل نيكولا الثاني (ومع ذلك، لم يتم تأكيد خليفة نيكولا المعين مايكل الثاني كإمبراطور، وبعد فترة وجيزة من الثورة الروسية عام 1917، أُعدم من قبل الثوار). في حين تم الحفاظ على هذا النمط لفترة وجيزة بعد سقوط النظام الملكي بوفاة الزعيم السوفييتي فلاديمير لينين لأسباب طبيعية، فإن خليفته، جوزيف ستالين، كسر النمط من خلال وفاته بسكتة دماغية. ولم يتم اغتيال أي رئيس روسي لاحق منذ اغتيال نيكولاس الثاني.

### رؤساء وزراء صلع ومشعرين
وقد لوحظ نمط مماثل بين رؤساء الوزراء منذ عام 1999: "المشعر" سيرجي ستيباشين، "الأصلع" فلاديمير بوتن، "المشعر" ميخائيل كاسيانوف، "الأصلع" ميخائيل فرادكوف، "المشعر" فيكتور زوبكوف، "الأصلع" فلاديمير بوتن، "المشعر" دميتري ميدفيديف، "الأصلع" ميخائيل ميشوستين. لا ينطبق هذا النمط إلا إذا تم استبعاد رؤساء الوزراء المؤقتين.

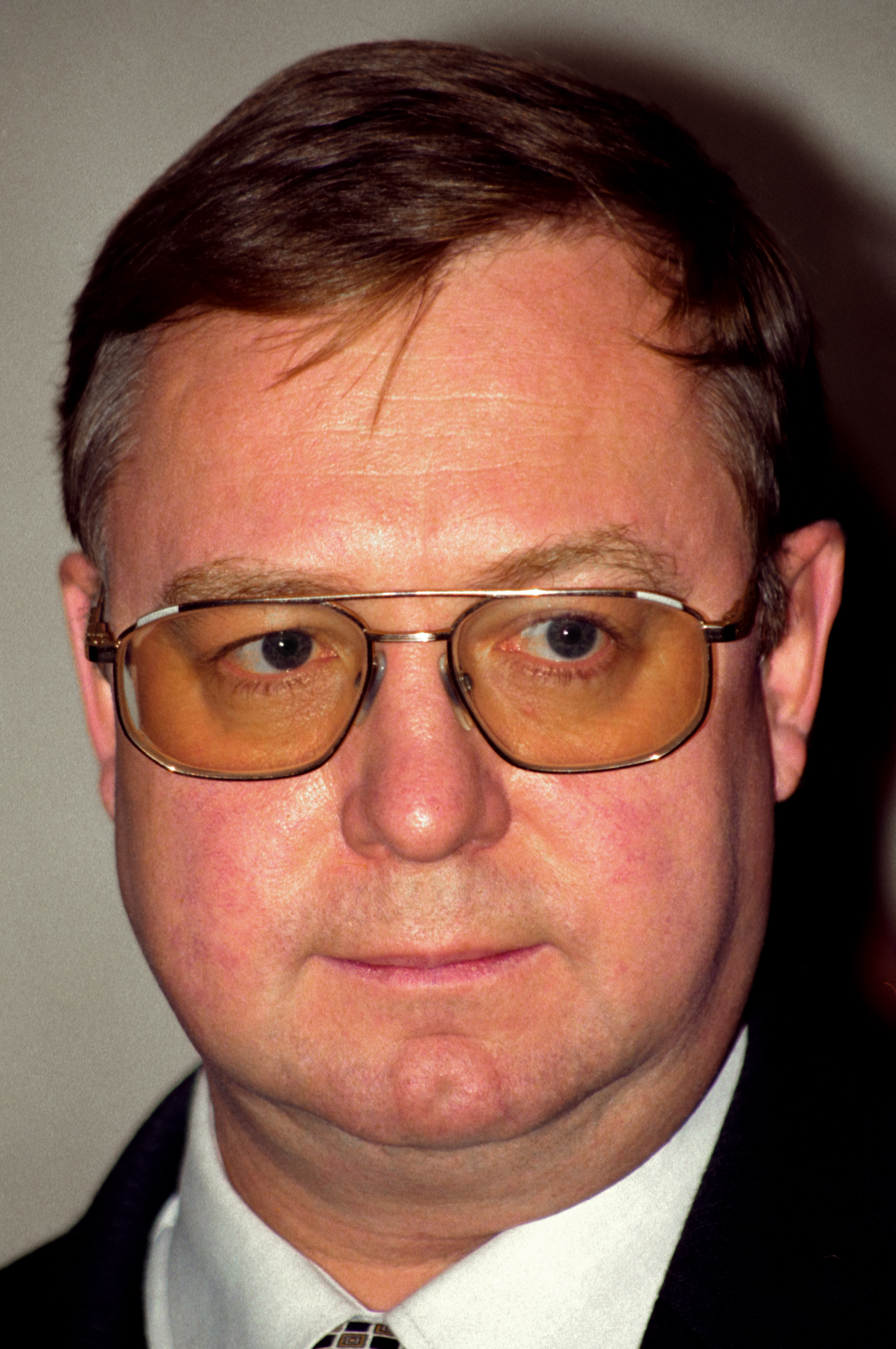
سيرجي ستيباشين
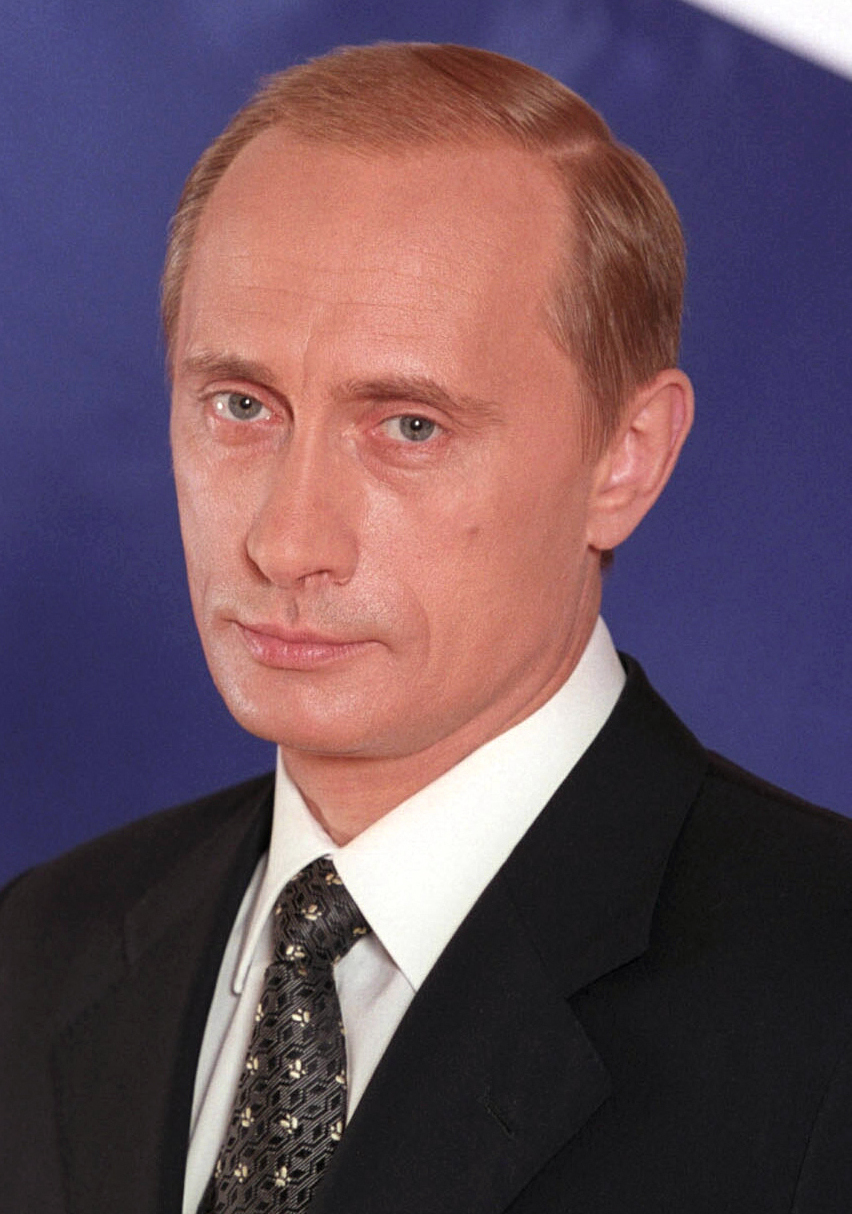
فلاديمير بوتن
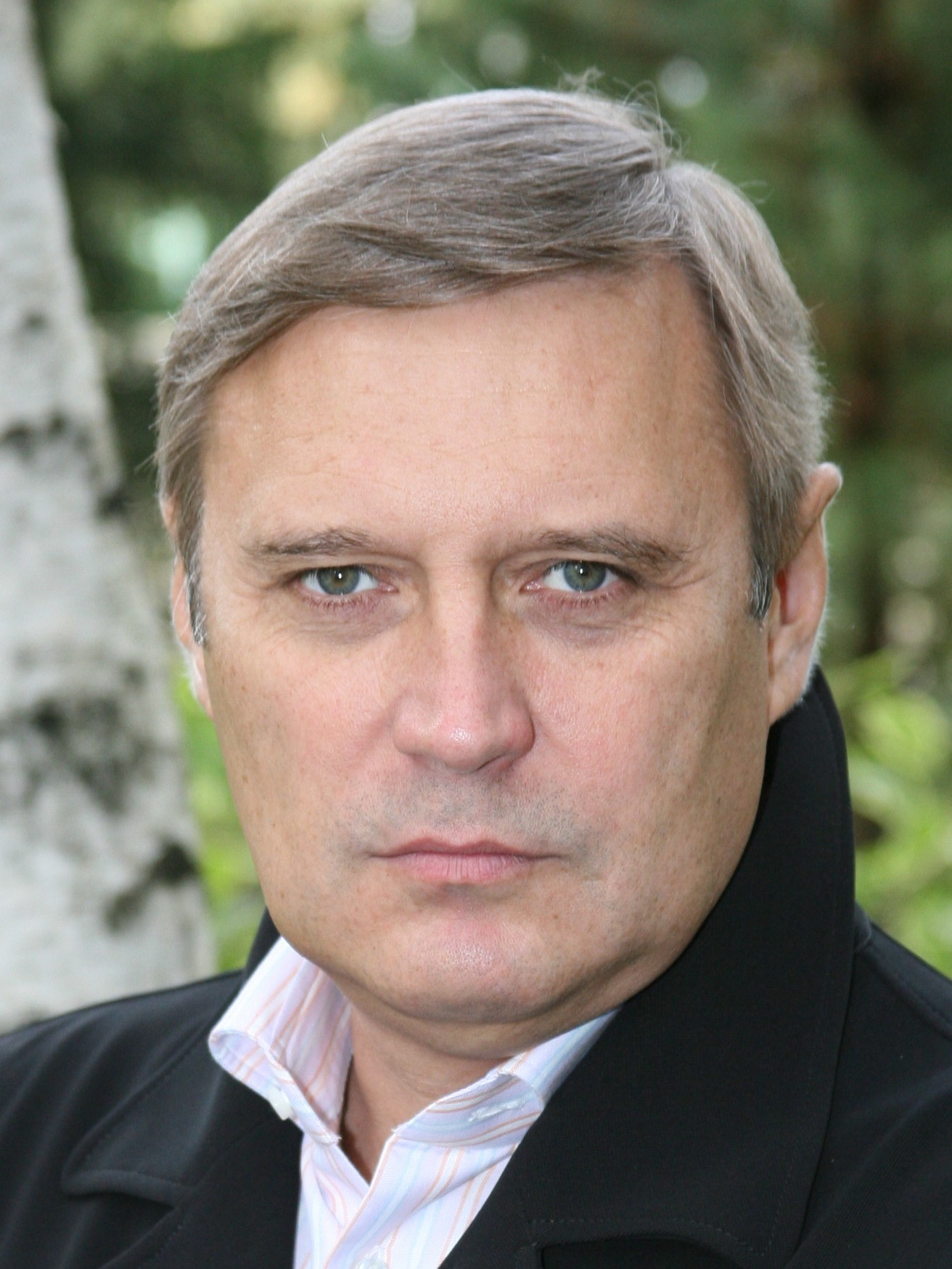
ميخائيل كاسيانوف
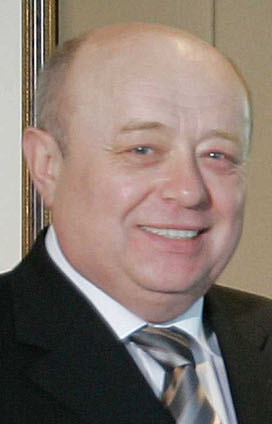
ميخائيل فرادكوف
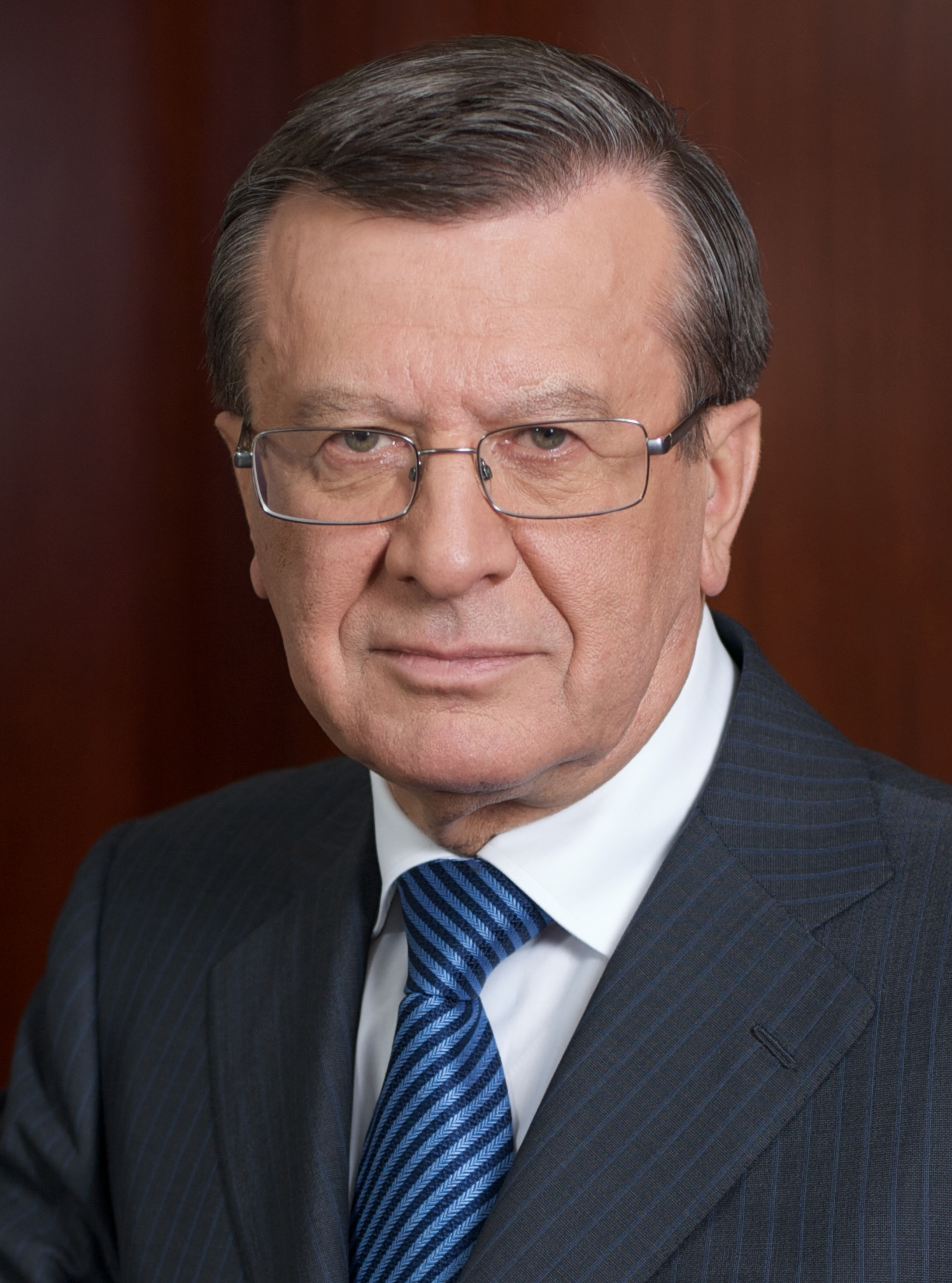
فيكتور زوبكوف
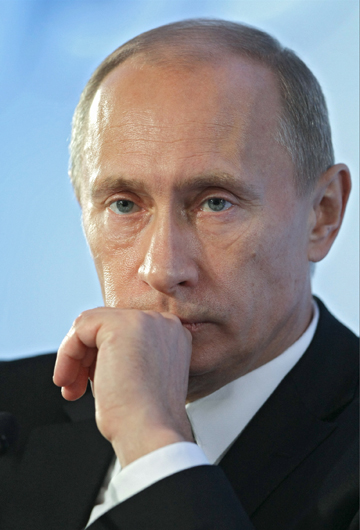
فلاديمير بوتن
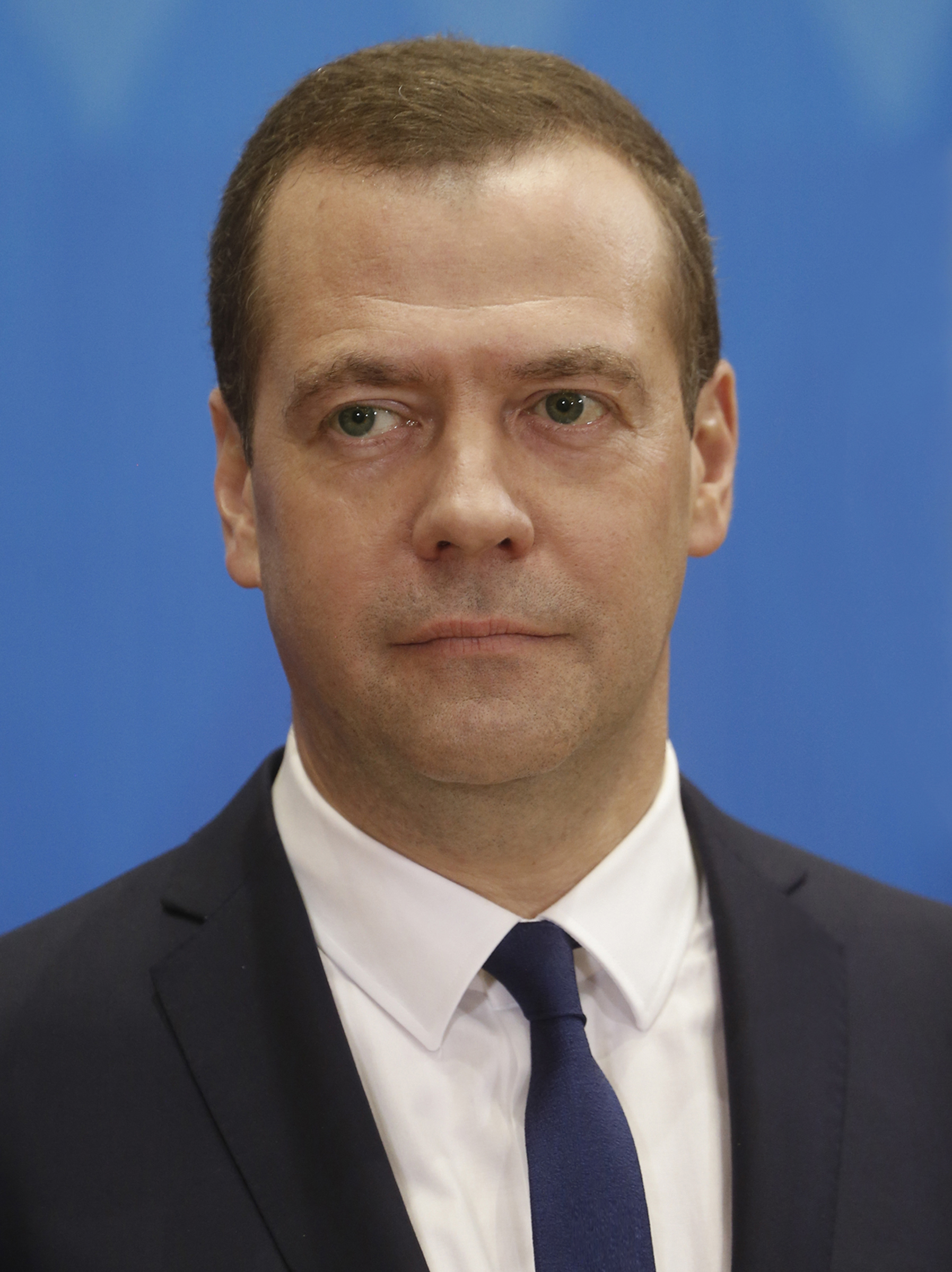
ديمتري ميدفيديف
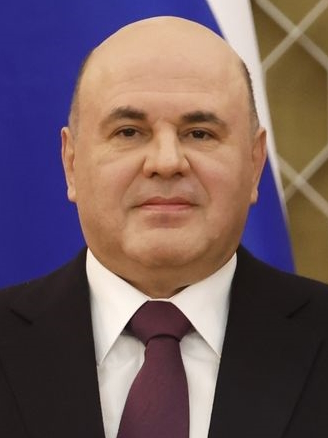
ميخائيل ميشوستين